# Zunda Tołga
Zunda Tołga (ros. Зунда Толга) – osiedle w Rosji, w Kałmucji, w rejonie iki-burulskim. W 2021 liczyło 250 mieszkańców.